# Wronin (województwo opolskie)
Wronin (dodatkowa nazwa w j. niem. Wronin, 1936-45 Vierraben) – wieś w Polsce, położona w województwie opolskim, w powiecie kędzierzyńsko-kozielskim, w gminie Polska Cerekiew.
W latach 1975–1998 miejscowość należała administracyjnie do województwa opolskiego.

## Nazwa
Według Heinricha Adamy'ego nazwa wywodzi się od polskiej nazwy ptaka „wrony”. W swoim dziele o nazwach miejscowych na Śląsku wydanym w 1888 roku we Wrocławiu jako nazwę najstarszą wymienia „Wronow” podając jej znaczenie „Krahendorf” czyli w języku polskim „Wieś wron”.

## Opis
We Wroninie znajduje się Zespół Szkolno - Przedszkolny, do którego uczęszczają dzieci z okolicznych wiosek.
Ponadto istnieją dwa samoobsługowe sklepy Spożywczo-Przemysłowe (Delicja oraz Młyn-Pol), Przychodnia Lecznicza, Ochotnicza Straż Pożarna, Punkt Kasowy Banku Spółdzielczego, Rolnicza Spółdzielnia Produkcyjna oraz prywatna hodowla koni.
We Wroninie mieści się plac zabaw położony przy Zespole Szkolno - Przedszkolnym oraz boisko, na którym mecze swe rozgrywa drużyna LZS Fortuna Witosławice.

## Integralne części wsi
| SIMC    | Nazwa  | Rodzaj    |
| ------- | ------ | --------- |
| 0998257 | Łaniec | część wsi |

## Historia
Wieś powstała w 1294. Od końca XVIII w. wieś posiadała własną pieczęć gminną, na której wizerunku przedstawiono pług skierowany w prawo, nad nim cztery ptaki.

## Komunikacja

### Układ drogowy
Przez Wronin przechodzi ważna droga wojewódzka:
421.